# Rudolph Stratz

Rudolph Stratz

Rudolph Heinrich Stratz (* 6. Dezember 1864 in Heidelberg; † 17. Oktober 1936 in Bernau am Chiemsee) war ein erfolgreicher, heute weitgehend vergessener Romanschriftsteller.

## Leben
Rudolph Stratz war der Sohn des begüterten Großkaufmanns Heinrich Stratz aus Odessa. Die Familie stammte ursprünglich aus Wildgutach im Schwarzwald, der Großvater Sebastian war unter Katharina II. nach Russland eingewandert. Stratz verbrachte seine Kindheit und Jugend in Heidelberg, wohin seine Mutter, eine aus Wien stammende Edle von Thomann, im Frühjahr 1864 gezogen war, um ihren Kindern Deutschland näher zu bringen. Als russische Staatsbürger geboren bzw. durch Heirat geworden, gelang der Familie nach der Einführung der Allgemeinen Wehrpflicht (Opoltschenije) in Russland zum 13. Januar 1874 mit Hilfe der Großherzogin Luise von Baden im Jahr 1876 die Entlassung aus der russischen Untertanenschaft und die Aufnahme in das Großherzogtum Baden. Sein Bruder Carl Heinrich war ein bekannter Gynäkologe. Zwei weitere Brüder gingen später wieder nach Russland.
Nach dem Abitur in Heidelberg begann er an der Universität Leipzig und der Friedrich-Wilhelms-Universität zu Berlin Geschichte zu studieren. 1883 wurde er im Corps Teutonia Berlin recipiert. Im selben Jahr trat er in die Preußische Armee ein. Nach dem Besuch der Kriegsschule in Potsdam wurde er beim Leibgarde-Infanterie-Regiment (1. Großherzoglich Hessischen) Nr. 115 in Darmstadt Leutnant. 1886 beendete er den Militärdienst, um sein Studium an der Ruprecht-Karls-Universität Heidelberg und der Georg-August-Universität Göttingen wieder aufzunehmen. Zwischenzeitlich unternahm er größere Reisen; so bereiste er 1887 mit seinem Bruder Carl Heinrich Äquatorialafrika. Mit dem 1888 und 1889 erschienenen zweibändigen Werk Die Revolutionen der Jahre 1848 und 1849 in Europa versuchte der damals 24-jährige erfolglos, ohne formales Studium und mündliches Examen einen Doktorgrad zu erlangen. 1890 ließ er sich in Kleinmachnow bei Berlin nieder und begann Schauspiele, Novellen und Romane zu schreiben. 1891 bis 1893 war er Theaterkritiker bei der Neuen Preußischen Zeitung. Von 1890 bis 1900 verbrachte er während der Sommer viel Zeit in der Gegend seiner Heimatstadt, im neckaraufwärts von Heidelberg gelegenen Nachbarort (heute Stadtteil) Ziegelhausen. Ein bescheidenes, von dichter Vegetation umgebenes Wochenendhäuschen diente ihm als Unterkunft und bot ihm Ruhe, um an seinen Romanen zu arbeiten. Hoch am Hang des Hahnbergs gelegen, bot es eine weite Aussicht auf das Neckartal und bis hinaus auf die Rheinebene. Das Haus ist heute noch erhalten. Ab 1904 wohnte er auf seinem Gut Lambelhof in Kraimoos bei Bernau am Chiemsee. Aus der Beschäftigung mit der neuen Heimat ging 1929 der Essay Die oberbayrischen Seen hervor.
1906 heiratete er die promovierte Historikerin Annie Mittelstaedt, Tochter eines preußischen Obersten und einer geborenen Baronin von Collas. Während des Ersten Weltkrieges war er Mitarbeiter im Kriegspresseamt der Obersten Heeresleitung, als vom Generalstab zugelassener Kriegsschilderer verfasste er Propagandaschriften und hielt auch entsprechende Vorträge. Später wurde er Mitglied der NSDAP.
Bereits 1891 hatte er sich mit dem Theaterstück Der Blaue Brief als Schriftsteller durchgesetzt; das Stück behauptete sich monatelang auf dem Spielplan des Deutschen Theaters Berlin und anderer Bühnen.
Auch mit seinen zahlreichen Romanen und Novellen hatte Stratz großen Erfolg; die Auflagenzahl von Friede auf Erden hatte 1921 die 230.000 überschritten, Lieb Vaterland lag bei einer Auflage von 362.000. Zu seinen größeren Erfolgen zählt auch der 1913 erschienene Roman Seine englische Frau. 1917 schrieb er unter Verwendung seines 1910 erschienenen zweibändigen Werkes Die Faust des Riesen die Vorlage für den in zwei Teilen erschienenen Film von Rudolf Biebrach. Friedrich Wilhelm Murnau drehte 1921 nach dem gleichnamigen mystischen Kriminalroman von Stratz den Spielfilm Schloß Vogelöd, 1936 erfolgte eine weitere Verfilmung durch Max Obal. Den 1928 als Paradies im Schnee erschienenen Roman schrieb Stratz 1922 nach Aufforderung von Ernst Lubitsch und Paul Davidson als Vorlage für den 1923 unter der Regie von Georg Jacoby realisierten gleichnamigen Film. 1925 und 1926 erschienen seine Lebenserinnerungen in zwei Bänden.

## Ehrungen
- Rudolph-Stratz-Straßen in Ziegelhausen, Bernau und Neuenheim (1928–1945).
- Bandverleihung des Corps Teutonia Göttingen (1929)[4]

## Werke

### Autobiographisches
- Lebenserinnerungen. A. Scherl,  Berlin 1925/26.

1. Schwert und Feder. Erinnerungen aus jungen Jahren. 1925.
2. Reisen und Reifen. Der Lebenserinnerungen zweiter Teil. 1926.

- Mein Schaffen. A. Scherl, Berlin 1928.

### Erzählungen und Novellen
- Belladonna. Drei Novellen. F. Fontane & Co., Berlin 1895.
- Berliner Höllenfahrt. Heiteres und Ernstes aus der Reichshauptstadt. F. Fontane & Co., Berlin 1896.
  - Digitalisierung: Zentral- und Landesbibliothek Berlin, 2020. URN urn:nbn:de:kobv:109-1-15423058
- Buch der Liebe. Sechs Novellen. J. G. Cotta Nachf., Stuttgart 1897.
- Friede auf Erden! Erzählung aus dem 30jährigen Krieg. F. Fontane & Co., Berlin 1897.
- Das Gespenst von Lappland. Eine kurze Geschichte. Verlag der Romanwelt, Berlin 1897.
- Die Hexe. Eine kurze Geschichte. Verlag der Romanwelt, Berlin 1897.
- Samum. Keil, Leipzig 1900.
- Es war ein Traum. Berliner Novellen. J. G. Cotta Nachf., Stuttgart 1903.
Inhalt: Es war ein Traum. – Aus der Jugendzeit. – Es war ein alter König. – Der böse Geist.
- Der Stern von Angora. Keil, Leipzig 1903 (illustriert von Paul Hey).
- Die Hand der Fatme. Erzählung. J. G. Cotta Nachf., Stuttgart 1905.
- Ich harr’ des Glücks. Novellen. J. G. Cotta Nachf., Stuttgart 1905.
Inhalt: Ich harr’ des Glücks. – Das Adämle. – Und vergib uns unsere Schuld. – Nur wer die Sehnsucht kennt. – Mieze. – Die Tat. – Mei Häusche. – Der erste Schuss. – Wie der Kaplan Musculus wider den Teufel stritt.
- Wundes Wild. Union Verlag, Berlin 1907.
Inhalt: Kilian Böhms letzte Prüfung. – Memento mori. – Fern über dem Meer. – Sidi Binzel.
- Die zwölfte Stunde und andere Novellen. Verlag Concordia, Berlin 1909.
Inhalt: Komm mit. – Schatten. – Die alte Macht. – Das zweite Gesicht. – Der Höller im Wald. – Der Tod der Frau von Barenthin. – Ich? – Die schwarzen Flügel. – M 86.
- Der Traum des Wehrmanns Scholz.  Kriegs-Presse-Amt, Berlin um 1916.
- Der mysteriöse Cavalier und andere Novellen. A. Scherl, Berlin 1924.
- Die siebte Pille und andere abenteuerliche Geschichten. A. Scherl, Berlin 1931.

### Romane
- Unter den Linden! Berliner Zeitroman. F. Fontane & Co., Berlin 1893.
  - Digitalisierung: Zentral- und Landesbibliothek Berlin, 2020. URN urn:nbn:de:kobv:109-1-15423071
- Dienst! Ein Kasernenroman in drei Tagen. F. Fontane & Co., Berlin 1895.
- Die kleine Elten. Roman aus der Berliner Bühnenwelt. F. Fontane & Co., Berlin 1895.
  - Digitalisierung: Zentral- und Landesbibliothek Berlin, 2020. URN urn:nbn:de:kobv:109-1-15423266
- Arme Thea! F. Fontane & Co., Berlin 1896.
- Der weiße Tod. Roman aus der Gletscherwelt. Cotta, Stuttgart 1897.
- Der arme Konrad. Roman aus dem großen Bauernkrieg von 1525. Cotta, Stuttgart 1898.
- Die letzte Wahl. Cotta, Stuttgart 1899.
- Montblanc. Cotta, Stuttgart 1899.
- Die ewige Burg. Roman aus dem Odenwald. Cotta, Stuttgart 1900.
- Die thörichte Jungfrau. Cotta, Stuttgart 1901.
- Das weise Lamm. Roman aus Tirol. Union erlag, Stuttgart 1901.
- Alt-Heidelberg, du Feine. Roman einer Studentin. J. G. Cotta Nachf., Stuttgart 1902.
- Gib mir die Hand. J. G. Cotta Nachf., Stuttgart 1904.
- Vorbei. Eine Geschichte aus Heidelberg. J. G. Cotta Nachf., Stuttgart 1904.
- Du bist die Ruh’. J. G. Cotta Nachf., Stuttgart 1905.
- Du und ich. Geschichte eines armen Offiziers. J. G. Cotta Nachf., Stuttgart 1905.
- Der du von dem Himmel bist. J. G. Cotta Nachf., Stuttgart 1906.
- Herzblut. J. G. Cotta Nachf., Stuttgart 1908.
- Liebe um Barbara. Paetel, Berlin 1939[7]
- Für Dich. J. G. Cotta Nachf., Stuttgart 1909.
- Die Faust des Riesen. Engelhorn Verlag, Stuttgart 1910 (2 Bände).
- Liebestrank. Cotta, Stuttgart 1910.
- Lieb Vaterland. Ullstein, Berlin 1911.
- Du Schwert an meiner Linken. Ein Roman aus der deutschen Armee. Cotta, Stuttgart 1912.
- Seine englische Frau. Cotta, Stuttgart 1913.
- Stark wie die Mark. Cotta, Stuttgart 1913.
- Lieb Vaterland. Ein Roman aus der deutschen Armee. Neubearbeitung. Ullstein, Berlin 1914 (EA Berlin 1911)
- König und Kärrner. Verlag A. Scherl, Berlin 1914.
- Das deutsche Wunder. Ullstein & Co, Berlin 1916.
- Der Eiserne Mann. Ullstein, Berlin 1917.
- Das freie Meer. Ullstein, Berlin 1918.
- Das Licht von Osten. Ullstein, Berlin 1919.
- Deutschlands Aufstieg und Niedergang. A. Scherl, Berlin 1920/21 (Trilogie)

1. Der Väter Traum. 1920.
2. Das Schiff ohne Steuer. 1921.
3. Der Platz an der Sonne. 1921.

- Schloß Vogelöd. Ullstein, Berlin 1921.
- Der leere Thron. Eine Geschichte von Menschen und Schatten. Ullstein, Berlin 1922.
- Und wenn die Welt voll Teufel wär' ... A. Scherl, Berlin 1923.
- Kinder der Zeit. A. Scherl, Berlin 1924.
- Drachentöter. A. Scherl, Berlin 1925.
- Filmgewitter. A. Scherl, Berlin 1926.
- Frauenlob. Der Roman eines jungen Mannes. A. Scherl, Berlin 1926.
- Das Geheimnis von Fuensanta. Cotta, Stuttgart 1926.
- Hexenkessel. A. Scherl, Berlin 1927.
- Du Unbekannte ... Der Roman einer Jugend. A. Scherl, Berlin 1928.
- Eliza. A. Scherl, Berlin 1928.
- Madlene. Roman aus dem großen Bauernkrieg von 1525. Franke, Berlin 1928.
- Das Paradies im Schnee. A. Scherl, Berlin 1928.
- Lill. Der Roman eines Sportmädchens. A. Scherl, Berlin 1929.
- Die Wasser Allahs. Geschichte von der schwarzen Frau. A. Scherl, Berlin 1929.
- Der flammende Sumpf. A. Scherl, Berlin 1930.
- Heimliche Ehe. A. Scherl, Berlin 1931.
- Karussell Berlin. A. Scherl, Berlin 1931.
- Der Bauer in der Au. A. Scherl, Berlin 1932.
- Die um Bismarck. A. Scherl, Berlin 1932.
- Volk in Wehr. A. Scherl, Berlin 1933.
- Sturm des Herrn. A. Scherl, Berlin 1934.
- Wer baut die Bahn? A. Scherl, Berlin 1934.
- Der graue Herr. Franke, Berlin 1934.
- Der Fluch des Pharao. A. Scherl, Berlin 1935.
- Grischa der Geiger. Payne, Leipzig 1936.
- Panik in Odessa. A. Scherl, Berlin 1936.
- Rettet Wien! Roman aus der Zeit der Türkenbelagerung 1683. Cotta, Stuttgart 1936.
- Die schwarze Schlange. Payne, Leipzig 1936.
- Der grüne Page. Payne, Leipzig 1937.
- Simmerl. Payne, Leipzig 1937.

### Sachbücher
- Die Revolutionen der Jahre 1848 und 1849 in Europa. Winter, Heidelberg 1888/90.

1. Die Februar-Revolution und ihre nächsten Folgen. 1888.
2. Die Revolutionsereignisse des Sommers 1848. 1890.

- Wie's zum Weltkrieg kam. Deutscher Schriftenverlag, Berlin um 1917.
- Zum Jahrestag unseres Friedensangebots. Kriegs-Presse-Amt, Berlin 1917.
- Die deutsche Landwirtschaft im Krieg. Kriegs-Presse-Amt, Berlin 1917.
- England. Kriegs-Presse-Amt, Berlin 1917.
- Frankreich. Kriegs-Presse-Amt, Berlin 1917.
- Italien. Kriegs-Presse-Amt, Berlin 1917.
- Rußland. Kriegs-Presse-Amt, Berlin 1917.
- Der Balkan. Kriegs-Presse-Amt, Berlin 1918.
- Der Orient. Kriegs-Presse-Amt, Berlin 1918.
- Kaspar Hauser. Wer er nicht war – wer er vielleicht war. A. Scherl, Berlin 1925.
- Die oberbayrischen Seen. Velhagen & Klasing, Bielefeld 1929.
- Der Weltkrieg. Ein deutsches Volksbuch von dem Weltgeschehen 1914 bis 1918. A. Scherl. Berlin 1933.

### Theaterstücke
- Der blaue Brief. Schauspiel in 4 Aufzügen. F. & P. Lehmann, Berlin 1891.
- Drohnen. Schauspiel in 4 Akten. F. Fontane & Co., Berlin 1895.
- Der lange Preuße. Schauspiel in 4 Akten. F. Fontane & Co., Berlin 1897.
- Jörg Trugenhoffen. Ein deutsches Theaterstück in 5 Aufzügen. Cotta, Stuttgart 1898.

### Werkausgabe
- Romane und Novellen. Cotta, Stuttgart 1925/26 (2 Serien à 6 Bände)
- „1. Serie“

1. Der weiße Tod. Sidi Binzel. Kilian Böhms letzte Prüfung. 1925.
2. Du Schwert an meiner Linken. 1925.
3. Die Faust des Riesen. 1925.
4. Herzblut. 1925.
5. Gib mir die Hand. 1925.
6. Seine englische Frau. 1925.

- „2. Serie“

1. Stark wie die Mark. 1926.
2. Für dich. 1926.
3. Du bist die Ruh’. 1926.
4. Liebestrank. 1926
5. Der du von dem Himmel bist. 1926.
6. Es war ein Traum. 1926.

## Verfilmungen
- Rudolf Biebrach (Regie): Die Faust des Riesen (D 1917).
- Friedrich Wilhelm Murnau (Regie): Schloß Vogelöd (D 1921).
  - Remake: Max Obal (Regie): Schloß Vogelöd (D 1936).
- Carl Froelich (Regie): Arme Thea (D 1919).
- Georg Jacoby (Regie): Das Paradies im Schnee (D 1923).